# برایان هولم
برایان هولم (انگلیسی: Brian Holm؛ زادهٔ ۲ اکتبر ۱۹۶۲) دوچرخه‌سوار اهل دانمارک است.